# 桂南四川冬青
桂南四川冬青（学名：Ilex szechwanensis var. huiana）为冬青科冬青属下的一个变种。

## 扩展阅读
- 維基物種上的相關：桂南四川冬青